# Schinagl Ferenc
Schinagl Ferenc (1920. január 30. – 1996. március) Kossuth-díjas, a Magyar Optikai Művek vezető optikai műszertervezője.

## Életút
1934-ben hat hetes vizsga után műszerész tanulónak vették fel a világhírű, budai Süss gyárba. Iskolaelsőként, az Iparkamara kitüntetésével abszolválta a négy "tanonc" évet. 1941-ben, az optikai gyártás nagy arányú fejlődésekor megbízták a gyártási technológiák tanulmányozásával, később a minőség-ellenőrzés megszervezésével. A háború az ő életét is kettétörte. Többek között ennek tudható be, hogy sem középiskolát, sem főiskolát-egyetemet nem végzett. Autodidaktaként azonban tanulmányozta az optikai számításokhoz alapvetően szükséges matematikát, fizikát, hazai és külföldi szakirodalmat. A háború után az optikai szerkesztés vezetője lett, optikai rendszerek tervezését, szerkesztését végezte.
1956-ban a Szocialista Munkáért Érdeméremmel díjazták. 1960-ban a geodéziai műszercsalád optikai rendszereinek fejlesztéséért – munkatársával, Bezzegh Lászlóval megosztva – megkapta a Kossuth-díj II. fokozatát, az indoklás szerint „a geodéziai műszerek fejlesztése terén elért kimagasló egyéni eredményeiért, valamint a „C” típusú teodolit közös konstruálásáért”. 1970-ben a Haza Szolgálatáért Érdemérem arany fokozatával ismerték el.
A bonyolult optikai számítások ismerőjeként felfigyelt a korai számítógépes próbálkozásokra. Megismerhette a Magyar Tudományos Akadémia első, M-3 típusú számítógépét. A magyar vállalatok közül, az elsők egyike volt a MOM, ahol emeletnyi helyen, egy ZUSE Z-11 számítógépet installáltak. Vezetésével, kezdetben csak műszaki számításokat végeztek a komputeren. Később a szervezési és koordinációs főosztály vezetőjeként a vállalati informatika megteremtéséért tevékenykedett.
Rendszeresen publikált a Kép- és hangtechnika című tudományos folyóiratban.